# André-Louis-Esprit de Sinéty de Puylon
André-Louis-Esprit, comte de Sinéty de Puylon (4 mai 1740 à Marseille - 29 janvier 1811 à Marseille) est un militaire, agronome, poète et goguettier français, député de la noblesse aux États généraux de 1789, président puis secrétaire perpétuel de l'Académie de Marseille.

## Biographie
D'une famille noble de Provence, il est le fils d'Elzéar de Sinéty, militaire et homme de lettres, page et gentilhomme de la duchesse de Berry, et chevalier de Saint-Louis et de Victoire d'Escalis. Il est le neveu d'André de Sinéty (1712-1773) dit le chevalier de Sinety, sous-gouverneur des enfants de France (futurs Louis XVI, Louis XVIII et Charles X). 
En 1755, il est reçu page dans la grande écurie, fut nommé cornette au régiment de Lusignan en 1757, et fit campagne en Allemagne de 1757 à 1760. Il est fait prisonnier et libéré sur parole pendant cette campagne. Capitaine dans le régiment des Cuirassiers du Roi en mars 1761, major du régiment de Royal-Navarre-cavalerie en mars 1773, chevalier de Saint-Louis en 1777, il quitte le service en 1779. 
Élu, le 4 avril 1789, député de la noblesse de la sénéchaussée de Marseille aux États généraux, il siège à droite. Il est un des 14 rédacteurs de projets de déclaration des droits de l'homme, et propose un texte mettant en parallèle droits et devoirs. Il se rend, le 6 octobre, à Versailles, pour défendre le roi, demande (12 mars 1790) qu'aucun député actuel ne fût ni électeur ni éligible dans les prochaines assemblées, vote (1er avril) la suppression du privilège de la Compagnie des Indes, présente (7 mai) un projet tendant à conférer au roi seul le droit de paix et de guerre, parle plusieurs fois sur l'organisation de l'armée, et est commissaire (22 juin 1791) pour la prestation du serment des troupes.
Il publie plusieurs mémoires sur Marseille  dont en 1790  "Mémoire pour la franchise du port, de la ville et du territoire de Marseille ; rédigé par M. de Sinety, député de la ville de Marseille, approuvé par la députation..."
Après l'Assemblée constituante, il disparait de la scène politique. Président et secrétaire perpétuel de l'Académie de Marseille, membre du conseil d'agriculture, arts et commerce des Bouches-du-Rhône, de la société de l'Afrique intérieure et de la goguette de la Société des Troubadours de Marseille, il a publié : l'Agriculteur du midi, des dissertations et des éloges dans le recueil de l'Académie de Marseille, et quelques pièces de vers dans le recueil de poésies de la Société des Troubadours de Marseille.